# Turner Island (Antarktika)
Turner Island ist eine Insel vor der Ingrid-Christensen-Küste des ostantarktischen Prinzessin-Elisabeth-Lands. Sie liegt in der Prydz Bay 800 m nordwestlich von Bluff Island und 4 km westlich der Breidnes-Halbinsel in den Vestfoldbergen.
Norwegische Kartografen kartierten sie anhand von Luftaufnahmen, die bei der Lars-Christensen-Expedition 1936/37 entstanden. Eine erneute Kartierung erfolgte durch Teilnehmer einer von 1957 bis 1958 durchgeführten Kampagne der Australian National Antarctic Research Expeditions. Namensgeber ist Peter Bryan Turner (* 1927), Funker auf der Davis-Station im Jahr 1958.